# Euthynterie

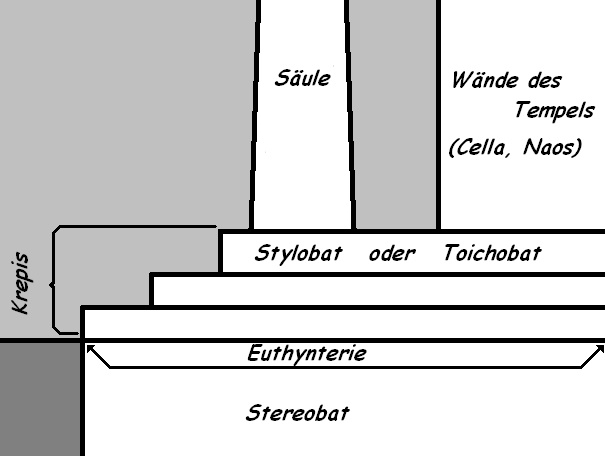
Der Unterbau des griechischen Tempels

Die Euthynterie (ἡ εὐθυντηρία, von gr. euthynein ‚gerade machen‘), deutsch Richtschicht, ist die oberste Schicht des Stereobats, des Fundaments der griechischen Tempel. Diese Schicht ragt teilweise, meist etwa zur Hälfte, aus dem Boden heraus.
Im Gegensatz zu den unteren Schichten des Stereobats sind die Quadersteine der Euthynterie fein behauen, und ihre Oberfläche ist sorgfältig geglättet und ausgeglichen, woraus sich auch ihr Name ableitet. Sie diente während des Baues der Aufschnürung des Gebäudegrundrisses. Darüber hinaus fixierte man auf ihr alle maßgebenden Details und Einteilungen. Auf der Euthynterie erhebt sich die meist dreistufige Krepis.